# Lisa Martin
Lisa Frances Ondieki (dekliški priimek O'Dea, poročena Martin), avstralska atletinja, * 12. maj 1960, Gawler, Južna Avstralija, Avstralija.
Nastopila je na poletnih olimpijskih igrah v letih 1984, 1988, 1992 in 1996, leta 1988 je osvojila srebrno medaljo v maratonu, leta 1984 pa sedmo mesto. Na igrah Skupnosti narodov je osvojila dve zlati medalji v isti disciplini. Leta 1988 je osvojila Osaški maraton, leta 1992 pa New Yorški maraton.